# Gmina Shijak
Gmina Shijak (alb. Bashkia Shijak) – gmina miejska położona w środkowej części Albanii. Administracyjnie należy do okręgu Durrës w obwodzie Durrës. W 2011 roku populacja gminy wynosiła 7568, 3786 kobiet oraz 3782 mężczyzn, z czego Albańczycy stanowili 87,50% mieszkańców. Siedziba gminy znajduje się w mieście Shijak.